# Musik Von Harmonia
Musik Von Harmonia é o álbum de estreia do grupo de krautrock altamente influente Harmonia. Harmonia, era formado pelo guitarrista do Neu!, Michael Rother e o duo de música eletrônica Cluster, Hans-Joachim Roedelius e Dieter Moebius.
Musik Von Harmonia foi gravado entre junho e novembro de 1973, em Forst, Alemanha. Foi lançado pelo selo Brain Records em 1974. Ned Ragget, para o site allmusic escreveu:
| “ | "O álbum de estréia de Harmonia é ao mesmo tempo um produto das bandas de sua origem e um novo toque refino sobre elas, resultando em música que capta o que para muitos é o ideal do Krautrock... Ele é ao mesmo tempo lúdico e escuro, firme e mecânico, uma espécie de supergrupo que facilmente alcança e mantém esse status aparentemente exagerado, abraçando uma variedade de abordagens em trabalhos maravilhos". | ” |

| Críticas profissionais                                                      | Críticas profissionais |
| Avaliações da crítica                                                       | Avaliações da crítica  |
| Fonte                                                                       | Avaliação              |
| --------------------------------------------------------------------------- | ---------------------- |
| Allmusic                                                                    | [ 2 ]                  |
| Esta tabela precisa de ser acompanhada por texto em prosa. Consulte o guia. |                        |

## Faixas
1. "Watussi" – 6:00
2. "Sehr Kosmisch" – 10:50
3. "Sonnenschein" – 3:50
4. "Dino" – 3:30
5. "Ohrwurm" – 5:05
6. "Ahoi!" – 5:00
7. "Veterano" – 3:55
8. "Hausmusik" – 4:30

## Créditos
- Hans-Joachim Roedelius –  órgão, piano, guitarra, percussão eletrônica
- Michael Rother – guitarra, piano, órgão, percussão eletrônica
- Dieter Moebius – sintetizador, guitarra, percussão eletrônica